# ナポリ地下鉄9号線
ナポリ地下鉄 Linea 9 （9号線）は、まだ建設されていない地下鉄である。計画は、ここにケーブルカーを実現する準備調査を行っているナポリ市によって棚上げにされている。

## 計画
Linea 9の計画は2000年に承認され、もともとの計画としては都市軽量鉄道が予定されていた。
それは、カポディモンテの凝灰岩で出来た岩山にトンネルを掘り全長約3.6kmの鉄道路線として展開するはずである。
全体の高低差は5.4%で最大8%の傾斜がある。

## 駅
| 停車駅                                     | 開業   | 乗換 | 備考                    |
| ------------------------------------------ | ------ | ---- | ----------------------- |
| ムゼーオ （Museo）                         | 2001   |      | Linea 1の駅として操業中 |
| ミラーコリ＝ステッラ （Miracoli - Stella） | 計画中 |      |                         |
| カポディモンテ （Capodimonte）             | 計画中 |      |                         |
| CTO＝リエーティ （CTO - Lieti）            | 計画中 |      |                         |
| ニコラルディ （Nicolardi）                 | 計画中 |      |                         |
| コッリ・アミネイ （Colli Aminei）          | 1993   |      | Linea 1の駅として操業中 |

## 備考
1. ↑  現在乗り換え出来るもの